# Nishimeya (Aomori)
Nishimeya (西目屋村 Nishimeya-mura?) es una villa localizada en la prefectura de Aomori, Japón. En octubre de 2018 tenía una población de 1.338 habitantes y una densidad de población de 5,44 personas por km². Su área total es de 246,02 km².

## Geografía

### Municipios circundantes
- Prefectura de Aomori
  - Hirosaki
  - Ajigasawa
- Prefectura de Akita
  - Ōdate
  - Fujisato

## Demografía
Según datos del censo japonés, la población de Nishimeya ha disminuido en los últimos años.
| Año del censo | Población |
| ------------- | --------- |
| 1995          | 2.138     |
| 2000          | 2.049     |
| 2005          | 1.597     |
| 2010          | 1.594     |
| 2015          | 1.415     |